# Kanton Granville
Der Kanton Granville ist seit 1790 ein französischer französischer Wahlkreis im Arrondissement Avranches, im Département Manche und in der Region Normandie; sein Hauptort ist Granville.

## Gemeinden
Der Kanton besteht aus vier Gemeinden mit insgesamt 21.490 Einwohnern (Stand: 1. Januar 2022) auf einer Gesamtfläche von 29,21 km²:
| Gemeinde           | Einwohner 1. Januar 2022 | Fläche km² | Dichte Einw./km² | Code INSEE | Postleitzahl |
| ------------------ | ------------------------ | ---------- | ---------------- | ---------- | ------------ |
| Donville-les-Bains | 3.133                    | 2,75       | 1.139            | 50165      | 50350        |
| Granville          | 12.799                   | 9,90       | 1.293            | 50218      | 50400        |
| Saint-Pair-sur-Mer | 4.372                    | 14,42      | 303              | 50532      | 50380        |
| Yquelon            | 1.186                    | 2,14       | 554              | 50647      | 50400        |
| Kanton Granville   | 21.490                   | 29,21      | 736              | 5013       | –            |

Bis zur Neuordnung bestand der Kanton Granville aus den 7 Gemeinden Donville-les-Bains, Granville, Jullouville, Saint-Aubin-des-Préaux, Saint-Pair-sur-Mer, Saint-Planchers und Yquelon. 